# نورمان كونكويست
نورمان كونكويست (بالإنجليزية: Norman Conquest)‏ (1916 - 1968) هو لاعب كرة قدم أسترالي في مركز حراسة المرمى. شارك مع منتخب أستراليا لكرة القدم. أما مع النوادي، فقد لعب مع Aberdare ‏ وNorth Shore Australian Football Club ‏.